# Episodi di Good Witch (prima stagione)
La prima stagione della serie televisiva Good Witch, composta da 10 episodi, è stata trasmessa in prima visione negli Stati Uniti su Hallmark Channel dal 28 febbraio al 18 aprile 2015. Un ulteriore episodio speciale, introduttivo della stagione successiva, è andato in onda il 24 ottobre 2015 in occasione di Halloween.
In Italia, la stagione è stata interamente pubblicata sul servizio on demand Netflix il 1º dicembre 2016. In chiaro, è andata in onda interamente dal 26 dicembre 2016 al 2 gennaio 2017 su Rai 2.
| nº                                                                                             | Titolo originale                                                                               | Titolo italiano         | Prima TV USA     | Pubblicazione Italia |
| ---------------------------------------------------------------------------------------------- | ---------------------------------------------------------------------------------------------- | ----------------------- | ---------------- | -------------------- |
| 1                                                                                              | Starting Over... Again                                                                         | Ricominciare            | 28 febbraio 2015 | 1º dicembre 2016     |
| 2                                                                                              | Apologies and Remembrances                                                                     | Scuse e ricordi         | 28 febbraio 2015 | 1º dicembre 2016     |
| 3                                                                                              | Running Scared                                                                                 | In fuga                 | 7 marzo 2015     | 1º dicembre 2016     |
| 4                                                                                              | Do the Right Thing                                                                             | Fa' la cosa giusta      | 14 marzo 2015    | 1º dicembre 2016     |
| 5                                                                                              | All in the Family                                                                              | Tutto in famiglia       | 21 marzo 2015    | 1º dicembre 2016     |
| 6                                                                                              | The Truth About Lies                                                                           | La verità viene a galla | 28 marzo 2015    | 1º dicembre 2016     |
| 7                                                                                              | The Storm                                                                                      | La tempesta             | 4 aprile 2015    | 1º dicembre 2016     |
| 8                                                                                              | Together We Stand...                                                                           | L'unione fa la forza    | 11 aprile 2015   | 1º dicembre 2016     |
| 9                                                                                              | Home Coming                                                                                    | Il ritorno              | 18 aprile 2015   | 1º dicembre 2016     |
| 10                                                                                             | True Colors                                                                                    | In fondo al cuore       | 18 aprile 2015   | 1º dicembre 2016     |
| Speciale di Halloween: Something Wicked (nuovo titolo) Good Witch Halloween (titolo originale) | Speciale di Halloween: Something Wicked (nuovo titolo) Good Witch Halloween (titolo originale) | Il male tra noi         | 24 ottobre 2015  | 1º dicembre 2016     |